# Albie Sachs
Pour les articles homonymes, voir Sachs.
Albert Louis Sachs (né le 30 janvier 1935), dit Albie Sachs, est un avocat, militant, écrivain et ancien magistrat sud-africain.
Il a été nommé à la première Cour constitutionnelle d'Afrique du Sud par Nelson Mandela et occupe la fonction entre octobre 1994 et octobre 2009.